# Andrew!!!
| Оценки критиков | Оценки критиков |
| Источник        | Оценка          |
| --------------- | --------------- |
| Allmusic        | [ 2 ]           |

Andrew!!! — студийный альбом американского джазового пианиста Эндрю Хилла, записанный для лейбла Blue Note Records в 1964 году. Он был впервые выпущен в апреле 1968 года и впоследствии переиздан на CD с двумя альтернативными дублями.

## Список композиций
Все композиции написаны Эндрю Хиллом
1. «The Griots»  — 6:04
2. «Black Monday»  — 8:55
3. «Duplicity»  — 6:11
4. «Le Serpent Qui Danse»  — 6:55
5. «No Doubt»  — 4:23
6. «Symmetry»  — 7:08
7. «The Griots»  [alternate] — 5:06
8. «Symmetry»  [alternate] — 6:31

## Участники записи
- Эндрю Хилл — пианино
- Джон Гилмор (англ. John Gilmore) — тенор-саксофон
- Бобби Хатчерсон (англ. Bobby Hutcherson) — вибрафон
- Ричард Дэвис — контрабас
- Джо Чамберс (англ. Joe Chambers) — ударные